# Amo (Indiana)
Pour les articles homonymes, voir Amo.
Amo (prononcé AY-mo) est une municipalité américaine située dans le comté de Hendricks en Indiana.
Lors du recensement de 2010, sa population est de 401 habitants. La municipalité s'étend sur 0,63 mille carré (1,63 km2).
La localité est fondée en 1850 par Joseph Morris, qui la nomme Morrisville. Elle est par la suite renommée Amo, qui signifie « abeille » dans une langue amérindienne.